# Parque de artillería

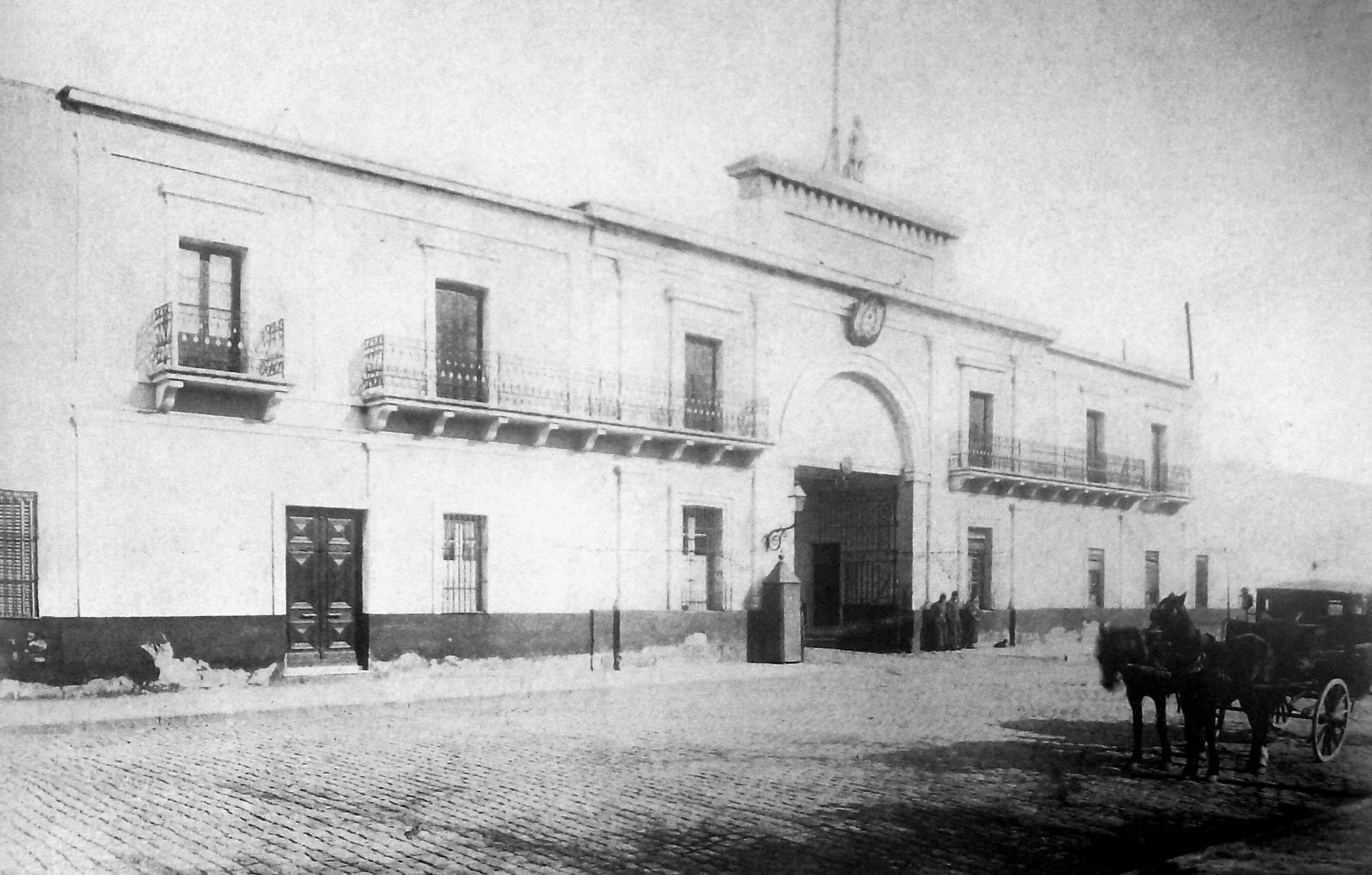
Parque de Artillería Plaza Lavalle en Buenos Aires, Argentina

Parque de artillería es un tipo de parque donde colocan los cañones, las bombas, la pólvora y todos los instrumentos y máquinas, que sirven en los ejércitos con relación a la artillería.
Su ubicación se determina escogiendo la menos expuesta a los ataques del enemigo. Se suele colocar al abrigo del cañón de la plaza y no obstante lo más cercano posible a la cola de la trinchera sin que quede por esto bajo el alcance y fuegos artificiales de los sitiados. El lugar en que se fabricaban los salchichones y fajinas, y el parque de los demás instrumentos de hierro suelen estar lo más cerca posible de la plaza; la pólvora más apartada, y se suelen hacer varios almacenes en los lugares más seguros y más a cubierto del fuego enemigo. Todo ello se rodea con foso y parapeto defendido por ángulos salientes, como en la circunvalación. Se suelen extremar los cuidados para poner el parque a seguro tanto del lado por donde pueda atacar el enemigo como de todo lo que pudiera causarle el menor daño.
Son varios los tipos de parques localizados en un sitio:
- el mayor, que se llama parque solamente y del que se acaba de hablar, sirve de almacén general de Artillería
- los pequeños parques están más cercanos a los ataques y contienen las municiones que diariamente se necesitan y se reponen del mismo modo. Se colocan en los espacios más cubiertos y se hacen tantos como son los ataques.